# North Hudson (Nowy Jork)
North Hudson – miasto w Stanach Zjednoczonych, w stanie Nowy Jork, w hrabstwie Essex.